# Ambrogio Bona
Ambrogio Bona (Monza, 26 settembre 1951) è un ex rugbista a 15, allenatore di rugby a 15 e dirigente sportivo italiano, in carriera pilone per lo più destro, 50 volte internazionale per l'Italia; è stato anche allenatore e presidente della Rugby Roma, club in cui militò da giocatore.

## Biografia
Nativo di Monza, Ambrogio Bona crebbe in Sudafrica a Kroonstad, nel Free State, dove i genitori si erano trasferiti nel 1953; tornato in Italia nel 1971 per adempiere agli obblighi militari, fu ingaggiato dall'Amatori Milano in attesa che i suoi atti di nascita, distrutti in un incendio nell'archivio dell'ospedale monzese dov'era nato, fossero nuovamente disponibili; militò nel centro sportivo dell'Esercito come giavellottista e rugbista prima di essere notato dal CUS Roma, che lo prelevò alla fine della leva.

Bona (n. 3) in azione contro gli All Blacks a Rovigo nel 1979

Durante il periodo militare esordì anche in Nazionale (primo incontro, una partita di Coppa FIRA contro la Spagna disputata a Ivrea il 21 maggio 1972 e terminata 6-6) e si impose quasi subito come titolare fisso: fino al 1981, infatti, furono 50 gli incontri disputati, di cui 18 da capitano: tra di essi, alcuni dei più importanti del rugby italiano del dopoguerra, quali per esempio il tour del 1973 in Rhodesia e Sudafrica, la cui rilevanza fu rimarcata a 35 anni di distanza con un pubblico riconoscimento prima di un incontro del Sei Nazioni 2008, e il famoso incontro con gli All Blacks XV del 1979 a Rovigo, in cui l'Italia fu sconfitta 12-18.
A livello di club Bona militò anche nel Rugby Roma dal 1974 al 1979, poi si trasferì in Francia, dapprima al Montferrand e poi all'Auch; tornato in Italia militò nell'Amatori Catania. Tornò sul campo nella stagione 1991-92 nelle vesti di collaboratore di Pote Fourie, giocatore-allenatore sudafricano e terminato il campionato lasciò definitivamente l'attività agonistica.
Da allenatore guidò la S.S. Lazio fino al 1999; nel 2002 assunse la guida tecnica di una Rugby Roma in crisi; l'anno successivo, l'allora presidente, Gioberto Ciucci si ritirò e gli cedette a titolo gratuito la proprietà dello stesso club.
Con l'ingresso nell'assetto proprietario del Rugby Roma di Paolo Abbondanza Bona mantenne la presidenza del club, incarico dal quale si dimise nell'ottobre 2006 in contrasto con gli obiettivi societari del socio di maggioranza.
Dal 2014 è parte del Consiglio Nazionale Arbitri presso la FIR.
Dalla stagione 2023/2024, allena la squadra militante in serie A2 il Civitavecchia Rugby Centumcellae.